# Alpaka (Album)
Alpaka ist das sechste Studioalbum der deutschen Hip-Hop-Gruppe 257ers. Es ist ihr zweites Album, das sie als Duo veröffentlichten und erschien am 3. Mai 2019 über das Düsseldorfer Label Selfmade Records als Standard- und Deluxe-Edition, inklusive der Bonus-EP Gnu.

## Produktion
Der Musikproduzent Alexis Troy fungierte bei dem Album als Executive Producer und produzierte zehn der 13 Lieder der Standard-Edition, wobei er bei zwei Songs von Tai Jason und bei einem Track von Udo Niebergall unterstützt wurde. Die restlichen drei Stücke wurden von Voddi 257 bzw. Tilia produziert, die ebenfalls die Beats der Bonus-EP Gnu produzierten.

## Gastbeiträge
Lediglich auf zwei Liedern des regulären Albums treten neben den 257ers weitere Künstler in Erscheinung. So ist der Song Akk & Feel It eine Kollaboration mit der Eurodance-Band Captain Jack, während die Hamburger Band Le Fly auf Regenbogenland zu hören ist. Auf der Bonus-EP ist das Rap-Duo Mehnersmoos beim Song Nie mehr vertreten, und das ehemalige 257ers Mitglied Keule hat einen Gastauftritt beim Hidden Track Wie’s hier ist.

## Covergestaltung
Das Albumcover zeigt ein grellbuntes, cartoonartiges Bild eines orangen Alpakas, das den Mund weit aufreißt und scheinbar unter Drogen steht. Rechts oben im Bild befindet sich der orange Schriftzug 257ers und links unten der Titel Alpaka in gelben und rosa Buchstaben.

## Titelliste
| #  | Titel                | Gastbeiträge | Produzent                   | Länge |
| -- | -------------------- | ------------ | --------------------------- | ----- |
| 1  | Allo                 |              | Voddi 257, Tilia            | 1:46  |
| 2  | Akk & Feel It        | Captain Jack | Alexis Troy, Udo Niebergall | 2:56  |
| 3  | Gravitacion          |              | Alexis Troy                 | 3:21  |
| 4  | Stone Is My Pillow   |              | Alexis Troy                 | 2:49  |
| 5  | Igitt                |              | Tilia                       | 2:38  |
| 6  | Halt mein Bier       |              | Alexis Troy                 | 2:57  |
| 7  | Delorean             |              | Alexis Troy                 | 3:15  |
| 8  | Stabile Seitenlage   |              | Alexis Troy                 | 2:50  |
| 9  | Baggamuffin          |              | Alexis Troy                 | 2:34  |
| 10 | Ja Sichael           |              | Alexis Troy, Tai Jason      | 3:23  |
| 11 | Lastkraftwagenfahrer |              | Alexis Troy                 | 2:42  |
| 12 | Regenbogenland       | Le Fly       | Voddi 257                   | 2:14  |
| 13 | Bis einer weint      |              | Alexis Troy, Tai Jason      | 3:07  |

Gnu EP (Teil der Deluxe-Edition)
| # | Titel                                                        | Gastbeiträge | Produzent | Länge |
| - | ------------------------------------------------------------ | ------------ | --------- | ----- |
| 1 | Gnu                                                          |              | Voddi 257 | 3:10  |
| 2 | Nie mehr                                                     | Mehnersmoos  | Voddi 257 | 4:21  |
| 3 | Guara Guara                                                  |              | Voddi 257 | 3:03  |
| 4 | 14er Bizeps                                                  |              | Voddi 257 | 2:51  |
| 5 | Letzte Zeit                                                  |              | Tilia     | 2:42  |
| 6 | Wacko Wacko                                                  |              | Voddi 257 | 2:08  |
| 7 | Irgendwie muss ja jeder sein + Wie’s hier ist (Hidden Track) | Keule 257    | Voddi 257 | 6:55  |

## Chartplatzierungen und Singles
Alpaka stieg am 10. Mai 2019 auf Platz 16 in die deutschen Albumcharts ein und belegte in der folgenden Woche Rang 91, bevor es die Top 100 verließ. In Österreich erreichte das Album Position 61, während es die Schweizer Charts verpasste. Damit konnte Alpaka nicht an den kommerziellen Erfolg des Vorgängers Mikrokosmos anknüpfen.
Am 26. Oktober 2018 wurde mit Ja Sichael die erste Single des Albums veröffentlicht, bevor am 30. November die zweite Auskopplung Baggamuffin folgte. Am 18. Januar 2019 erschien Akk & Feel It als dritte Single. Zudem wurde eine Woche vor dem Album die vierte Auskopplung Gravitacion veröffentlicht. Zu allen Singles wurden auch Musikvideos gedreht, sie konnten sich aber nicht in den Charts platzieren.

## Rezeption
| Professionelle Bewertungen | Professionelle Bewertungen |
| -------------------------- | -------------------------- |
| Kritiken                   |                            |
| Quelle                     | Bewertung                  |
| laut.de                    | [ 4 ]                      |

Dominik Lippe von laut.de bewertete Alpaka mit drei von möglichen fünf Punkten. Das Album liefere zwar nicht die „ganz großen Hits à la Holland und Holz“ wie der Vorgänger Mikrokosmos, jedoch würden die 257ers mit ihrem „humorvoll überdrehten Ansatz“ nach wie vor aus der deutschen Rapszene herausstechen. Durch die Vermischung von „Eurodance, Reggae-Vibes und Synthie-Beats mit beschwingtem Rundtanz, Vocoder-Hooks und Captain Jack“ herrsche auf Alpaka „vor allem grenzenlose Freiheit.“
Michael Collins von MZEE schrieb, das Album sei „voll mit absurden bis dadaistischen Texten, die stellenweise verdammt witzig sind, sowie elektronischen Beats mit Einflüssen aus anderen Musikrichtungen.“ Es sei „kein Album, das bahnbrechend für Deutschrap sein wird. Jedoch ist es bestens dazu geeignet, den ein oder anderen lustigen Abend zu begleiten.“